# Getafe Central
Getafe Central (hiszp: Estación de Getafe Central) – stacja kolejowa w Getafe, we wspólnocie autonomicznej Madryt, w Hiszpanii. Znajduje się na linii C-4 Cercanías Madrid. 
Stacja znajduje się na skrzyżowaniach uluc Ferrocarril, Ramón i Cajal, w dzielnicy Centro. Posiada nowoczesny budynek ze szklaną fasadą w kształcie. Stacja została przebudowana w 1998. W tym czasie linię kolejową wraz z dworcem przeniesiono do tunelu. W kwietniu 2003 otwarto stację metra na linii 12.